# Districte d'Harburg (Baixa Saxònia)
|  | Per a altres significats, vegeu «Harburg (desambiguació)». |

El Districte d'Harburg és un districte de l'estat de Baixa Saxònia a Alemanya). La capital del districte és Winsen (Luhe). El 2010 tenia 246.868 habitants a una superfície de 1244,64 km².

## Geografia
Limita a l'oest amb els districtes de Rotenburg i Stade, al nord amb el bezirks de Bergedorf i Harburg de la ciutat estat d'Hamburg i eldistricte de Herzogtum Lauenburg a Slesvig-Holstein, a l'est amb el districte de Lüneburg i al sud amb el districte d'Heidekreis. La part meridional es troba a la reserva natural de la landa de la Lüneburger Heide on es troba al serrat Harburger Berge el mont Hülsenberg (155 msnm), el punt més elevat del districte.
Els cursos d'aigua més importants són l'Elba, el Seeve, el Luhe, l'Ilmenau i el canal de l'Ilmenau.

## Història
Durant l'antic règim, el territori pertanyia al ducat de Braunschweig-Lüneburg que el 1815 va esdevenir el regne de Hannover. El 1866 Prússia va annexionar el regne que va esdevenir una província dins de l'imperi prussià. L'administració prussiana va crear dues districtes: Harburg i Winsen, i dues ciutats sense districte: Harburg i Wilhelmsburg. El 1932 els dos districtes van fusionar i el 1937, després de la llei de l'àrea metropolitana d'Hamburg el districte va perdre la seva capital i els barris a l'entorn. Després de la segona guerra mundial, la seu administrativa va passar a Winsen, però el districte va mantenir el seu nom. Els estats Hamburg i Baixa Saxònia tenen doncs ambdós un districte amb el mateix nom.

## Ciutats i municipis indiependents
1. Ciutat de Buchholz in der Nordheide (38.735)[2]
2. Neu Wulmstorf (20.846)
3. Rosengarten seu a Nenndorf (13.477)
4. Seevetal, seu a Hittfeld] (42.213)
5. Stelle (11.044)
6. Ciutat de Winsen (Luhe) (34.247) (nucli: Stöckte)

### Municipis conjunts
| - 1. Municipi conjunt d'Elbmarsch (11.647) 1. Drage (3953) 2. Marschacht (seu administratiu) (3630) 3. Tespe (4064) - 2. Municipi conjunt d'Hanstedt (13.390) 1. Asendorf (1865) 2. Brackel (1704) 3. Egestorf (2381) 4. Hanstedt (seu administratiu) (5169) 5. Marxen (1383) 6. Undeloh (942) - 3. Municipi conjunt d'Hollenstedt (10.892) 1. Appel (1957) 2. Drestedt (803) 3. Halvesbostel (737) 4. Hollenstedt (seu administratiu) (3159) 5. Moisburg (1763) 6. Regesbostel (1090) 7. Wenzendorf (1383) - 4. Municipi conjunt de Jesteburg (10.772) 1. Bendestorf (2401) 2. Harmstorf (916) 3. Jesteburg (seu administratiu) (7455) | - 5. Municipi conjunt de Salzhausen (14.058) 1. Eyendorf (1287) 2. Garlstorf (1084) 3. Garstedt (1445) 4. Gödenstorf (929) 5. Salzhausen (seu administratiu) (4558) 6. Toppenstedt (2098) 7. Vierhöfen (994) 8. Wulfsen (1663) - 6. Municipi conjunt de Tostedt (25.547) 1. Dohren (1153) 2. Handeloh (2436) 3. Heidenau (2145) 4. Kakenstorf (1411) 5. Königsmoor (666) 6. Otter (1565) 7. Tostedt (seu administratiu) (13.232) 8. Welle (1225) 9. Wistedt (1714) |

## Presidents del Landrat
- 2001-2003: Norbert Böhlke (CDU)
- 2003-2006: Axel Gedaschko (CDU)
- 2006-: Joachim Bordt (FDP)